# Mouvement de la société pour la paix
Ne doit pas être confondu avec Hamas (Palestine) ou Hamas en Irak.
Le Mouvement de la société pour la paix (MSP ou Hims, en arabe : حركة مجتمع السلم Harakat Moudjtamaa As-Silm), anciennement  Mouvement de la société islamique (MSI ou Hamas, en arabe : حركة المجتمع الإسلامي Harakat Al-Moudjtamaa Al-Islami), est un parti politique algérien islamiste créé le 6 décembre 1990 par Mahfoud Nahnah, qui fut son chef jusqu'à son décès en 2003. Ses successeurs sont Aboudjerra Soltani (2003-2013), Abderrazak Makri (2013 - 2023), Abdelmadjid Menasra (2017) et Abdelaali Hassani Cherif (depuis le 18 mars 2023).
Prônant un islamisme se réclamant des Frères musulmans, le MSP incarne, face au pouvoir algérien, une opposition modérée dans sa critique et respectueuse de la légalité.
Membre de la coalition au pouvoir de 1997 à 2012, le parti est englué dans de nombreux scandales de corruption, qui ternissent son image. Il subit alors une érosion de son électorat et se retrouve dès lors discrédité au sein de l'opinion publique. Durant le Hirak, son chef Abderrazak Makri se retrouve chassé par les manifestants alors qu'il tente de prendre part aux cortèges.

## Présentation

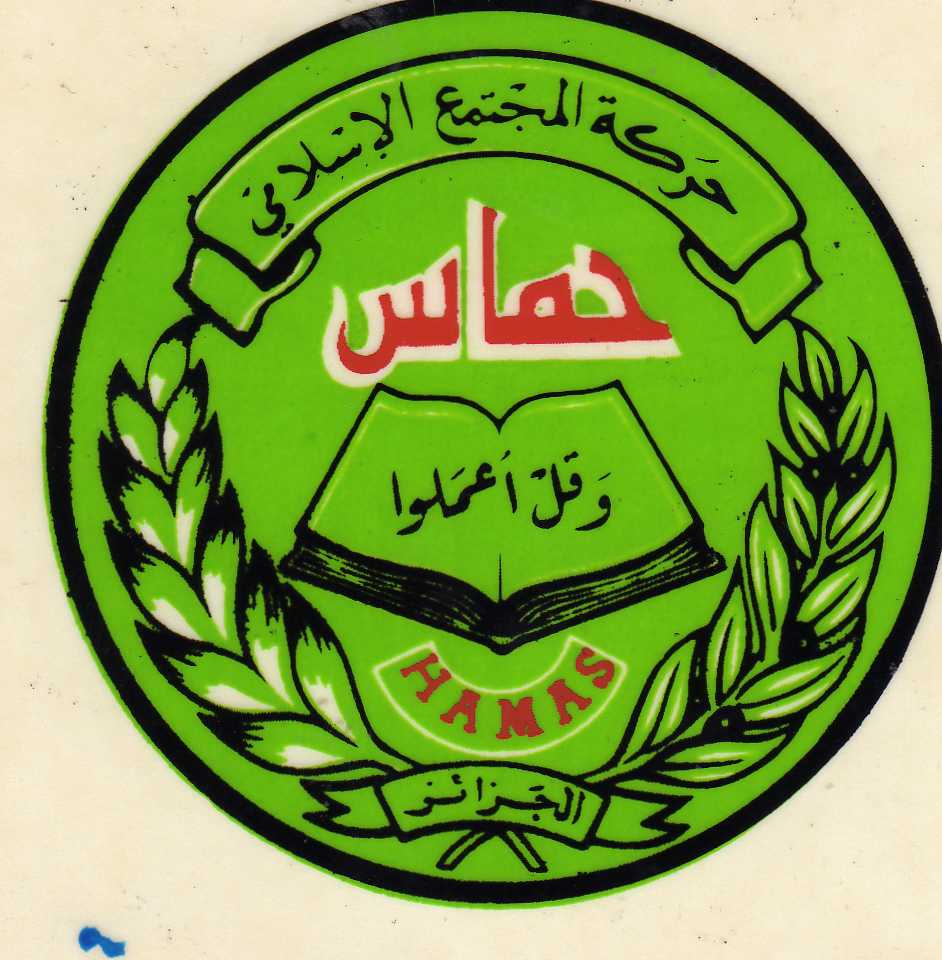
Logo du Mouvement de la société islamique

Fondé en 1990 sous le nom de Mouvement de la société islamique, il change de nom le 15 avril 1997 et devient le Mouvement de la société pour la paix. Le parti aurait été fondé à l'initiative de la Sécurité militaire.
Ce parti a remporté 7 % des voix et a eu 38 députés au parlement à la suite des élections législatives de 2002. Il fait partie de la coalition parlementaire qui forme le gouvernement avec le FLN et le RND. La plupart des scandales de corruption de cette époque concernent des ministères attribués au MSP.
Il quitte l'Alliance présidentielle en janvier 2012 et le gouvernement en septembre 2012 et devient la première force de l'opposition sous la présidence de Abderrazak Makri élu à la tête du parti de mai 2013 à mars 2023 (avec une interruption en 2017).
Le MSP a été favorable au projet de réconciliation nationale prônée par le président Bouteflika (largement adopté par référendum) et prévoyant notamment une amnistie pour les terroristes non condamnés pour des crimes de meurtre ou de viol. Ce parti est également fortement opposé au changement du Code de la famille algérienne largement inspiré de la tradition islamique.
Lors des élections législatives du 17 mai 2007, le MSP obtient 9,71 % des voix et 52 sièges.
En mai 2008, Abou Djerra Soltani est réélu président du MSP face à Abdelmadjid Menasra qui lui reproche la participation du parti à l'alliance présidentielle, le recul électoral du parti et son poste de ministre sans portefeuille.
La politique de soutien de Soltani à Bouteflika (en particulier dans la recherche d'un troisième mandat présidentiel) entraîne la démission de plusieurs membres du MSP dont Abdelmadjid Menasra et 8 autres parlementaires et la création d'un nouveau parti islamiste le 16 avril 2009 : le Mouvement pour la prédication et le changement.
En 2017, Abdelmadjid Menasra fusionne son parti (devenu le Front du changement en 2011) avec le MSP, qu'il rejoint, sous la direction d'Abderrazak Makri.
Ayant participé au gouvernement sous Abdelaziz Bouteflika, voire à la corruption au sein de son régime, le MSP, à l'instar du Front pour la justice et le développement (FJP), est discrédité aux yeux des participants du Hirak. Makri est ainsi conspué par les manifestants.
En mai 2020, désireux d'apporter sa contribution au projet de réforme constitutionnelle initié par le président de la République, Abdelmadjid Tebboune, le MSP propose de « criminaliser l’usage de la langue française dans les institutions et les documents officiels » et de  « considérer la charia comme l’une des sources de la législation ».
Le 8 avril 2021, dans le cadre d'une question qui lui est posée au Conseil de la nation en tant que Ministre du Travail et des Affaires sociales, El Hachemi Djaâboub, par ailleurs cadre influent au sein du Hamas, suscite une controverse en qualifiant la France d'« ennemi traditionnel et éternel ». Cette déclaration est interprétée comme voulant « susciter de l’adhésion au sein d’une partie de l’opinion publique à deux mois des élections législatives ».

## Congrès
| Congrès                   | Date            | Président                                |
| ------------------------- | --------------- | ---------------------------------------- |
| 1er congrès               | 5 mai 1991      | Mahfoud Nahnah                           |
| 2e congrès                | 10 mars 1998    | Mahfoud Nahnah                           |
| 3e congrès                | 8 mai 2003      | Aboudjerra Soltani                       |
| 4e congrès                | 7 mars 2008     | Aboudjerra Soltani                       |
| 5e congrès                | 4 mai 2013      | Abderrazak Makri                         |
| 6e congrès extraordinaire | 23 juillet 2017 | Abdelmajid Menasra puis Abderrazak Makri |
| 7e congrès extraordinaire | 10 mai 2018     | Abderrazak Makri                         |
| 8e congrès                | 18 mars 2023    | Adelali Hassani Cherif                   |